# SA8000
SA8000 ist ein internationaler Standard mit dem Ziel, Arbeitsbedingungen von Arbeitnehmern (Angestellte, Arbeiter, aber auch Leiharbeiter) zu verbessern. Ins Leben gerufen von der Social Accountability International (SAI), einer internationalen Nichtregierungsorganisation mit Sitz in New York (US), dient er vor allem transnationalen Unternehmen als Mindestanforderung an Sozial- und Arbeitsstandards. Für die Zertifizierung melden sich Unternehmen selbständig bei der SAI an. Im Gegensatz zu nationalen Gesetzen und Verordnungen ist SA8000 eine internationale Norm, deren Zertifizierung und Befolgung auf freiwilliger Entscheidung der Unternehmen beruht. Sie basiert auf Konventionen der Internationalen Arbeitsorganisation (ILO) und der Vereinten Nationen (UN). SAI ist finanziell unabhängig.

## Kriterien
Um das Zertifikat zu erhalten, muss ein Unternehmen folgende Anforderungen erfüllen:
- keine Kinderarbeit
- keine Zwangsarbeit
- Mindeststandards im Bereich Gesundheitsschutz und Arbeitssicherheit
- Gewerkschaften erlauben
- keine Diskriminierung
- keine physischen oder psychischen Bestrafungen
- Beschränkungen der Arbeitszeit
- ein nicht zu niedriges Lohnniveau
- weitere Anforderungen an das Management

## Zertifizierung
Der Standard ist kompatibel mit den Strukturen der ISO 9001, ISO 14001 und OHSAS 18001 Standards. SA8000 basiert auf Konventionen der Internationalen Arbeitsorganisation (ILO), der Allgemeinen Erklärung der Menschenrechte und der UN-Kinderrechtskonvention. Die Zertifizierung erfolgt durch akkreditierte Zertifizierer wie Bureau Veritas, Det Norske Veritas (DNV), DQS, Société Générale de Surveillance oder TÜV.

## Brand in der Textilfabrik Ali Enterprises im pakistanischen Karatschi
Am 11. September 2012 kam es in der Textilfabrik Ali Enterprises im pakistanischen Karatschi zu einem schweren Brand, bei dem 260 Menschen starben und 30 verletzt wurden. Nur wenige Wochen zuvor wurde diese Fabrik mit dem Siegel SA8000 ausgezeichnet. Bei Ali Enterprises handelt es sich um ein selbständiges Unternehmen, jedoch war der deutsche Textilhändler KiK für 70 % der Aufträge verantwortlich. Grund für die hohe Zahl der Todesopfer war unzureichender Brandschutz: Notausgänge waren abgesperrt, Fluchtwege verstellt, Fenster vergittert sowie ein nicht genehmigtes hölzernes Zwischengeschoss eingebaut worden. Dennoch vergaben die Auditoren der italienischen Auditierungs-Firma RINA das Siegel SA8000. Die nachweislichen Missstände in der Textilfabrik lassen darauf schließen, dass die Auditoren das Fabrikgebäude, in dem der Brand geschah, niemals betreten haben oder bewusst über die schweren Mängel hinwegsahen. Social Accountability International (SAI) untersuchte die Ereignisse, entzog RINA die Auditierungslizenz für Pakistan und suspendierte alle durch RINA ausgestellten SA8000. Die Staatsanwaltschaft Genua ermittelt gegen RINA.